# Thelonious Monk/Diskografie

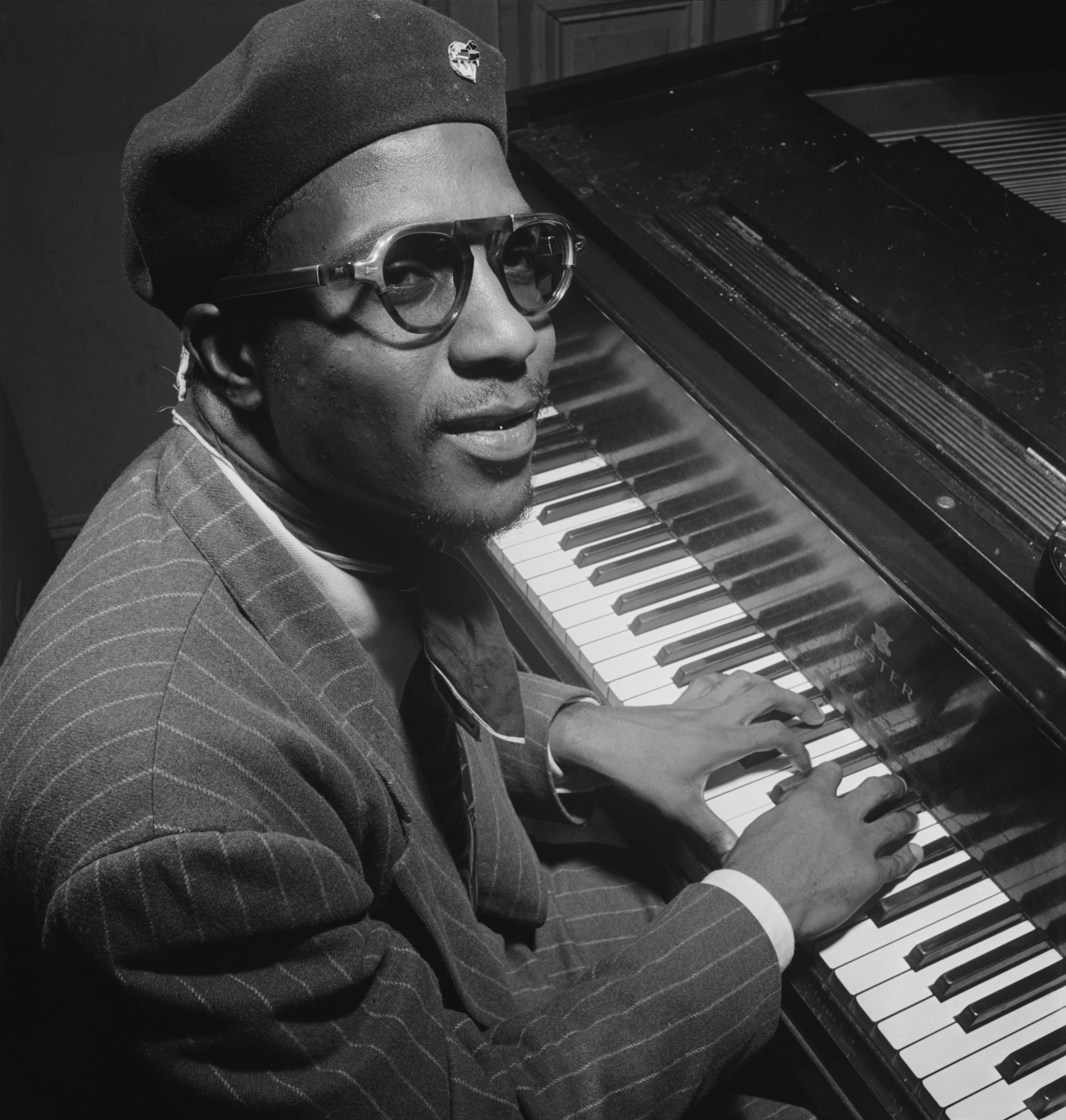
Thelonious Monk (1947)

Diese Diskografie ist eine Übersicht über die veröffentlichten Tonträger des Jazzmusikers Thelonious Monk. Sie umfasst in (Abschnitt 1) seine Alben (auf der 12-Zoll-Vinylschallplatte) unter eigenem Namen. Die von Monk veröffentlichten Schellackplatten auf Blue Note Records sind unter Genius of Modern Music#Singles der Blue-Note-Ära, die fünf bei Prestige in den frühen 1950er-Jahren erschienenen 10-Zoll-LPs unter Thelonious Monk Trio#Anhang: Die Prestige-10-Zoll-Alben und EPs gelistet. In den folgenden Abschnitten der Diskografie sind Kompilationen und Boxsets (Abschnitt 2), seine Mitwirkungen bei kollaborativen Bandprojekten wie den Giants of Jazz (Abschnitt 3) und seine Mitwirkungen als Musiker bei weiteren Produktionen (Abschnitt 4) aufgeführt. Nach Angaben des Diskografen Tom Lord war er zwischen 1941 und 1975 an 193 Aufnahmesessions beteiligt.

## Offizielle Alben
- 1954: Piano Solo (1954) (Swing/Vogue) = Thelonious Monk – The Prophet: 10eme Anniversaire Des Disques Vogue, Vol. 11 (Vogue (F) LD 503-30)
- 1956: Thelonious Monk Trio – Thelonious (Prestige)
- 1956: Thelonious Monk (Prestige PRLP 7053)
- 1956: Milt Jackson and the Thelonious Monk Quintet (Blue Note 1509)
- 1956: Genius of Modern Music (Blue Note 1510)
- 1956: Genius of Modern Music: Volume 2 (Blue Note 1511)
- 1956: Thelonious Monk Plays Duke Ellington (Riverside RLP 12-201)
- 1956: The Unique Thelonious Monk (Riverside RLP 12-209)
- 1957: Thelonious Monk/Sonny Rollins oder Thelonious Monk & Sonny Rollins (Prestige PRLP 7075)
- 1957: Brilliant Corners (Riverside RLP 12-226)
- 1957: Thelonious Himself (Riverside RLP 12-235)
- 1957: Monk’s Music (Riverside RLP 12-242)
- 1958: Mulligan Meets Monk (Riverside RLP 12-247)
- 1958: Art Blakey’s Jazz Messengers with Thelonious Monk (Atlantic LP 1278)
- 1958: Thelonious in Action (Riverside RLP 12-262)
- 1958: Misterioso (Riverside RLP 12-279)
- 1959: The Thelonious Monk Orchestra at Town Hall (Riverside RLP 12-300)
- 1959: 5 by Monk by 5 (Riverside RLP 12-305)
- 1959: Thelonious Alone in San Francisco (Riverside RLP 12-312)
- 1960: At the Blackhawk (Riverside RLP 12-323)
- 1961: Thelonious Monk with John Coltrane (Jazzland)
- 1962: Monk’s Dream (Columbia CL 1965)
- 1963: In Italy (Thelonious Monk In Italy (Riverside RM 443, rec 1961))
- 1963: Two Hours with Thelonious (Riverside RM 460/461, rec 1961)
- 1963: Criss-Cross (Columbia CL 2038)
- 1963: Monk in Tokyo (CBS/Sony – PSS 46 In Tokyo 1 bzw. PSS 47 In Tokyo 2, 1969 als SONP 50170-R zusammen)
- 1964: Big Band and Quartet in Concert (Columbia CL 2164)
- 1964: It’s Monk’s Time (Columbia CL 2184)
- 1965: Monk (Columbia CL 2291)
- 1965: Solo Monk (Columbia CL 2349)
- 196?: Monk in France (Riverside, rec. 1961. RM 491)
- 1965: Misterioso (Recorded on Tour) (Columbia CL 2416)
- 1967: Straight, No Chaser (Columbia CL 2651)
- 1968: Underground (Columbia CS 9632)
- 1969: Monk’s Blues (Columbia CS 9806)
- 1972: Something in Blue (Black Lion (E) BLP 30119)
- 197?: The Man I Love (Black Lion (E) BLP 30141)
- 1977: Thelonious Monk 1963 in Japan (Baybridge ULS-6117-B)
- 1978: Thelonious Monk in Tokyo (Express ETJ-60006, Far East ETJ-60006), Aufnahmen mit Paul Jeffrey, Larry Ridley, Lenny McBrowne
- 1979: Always Know (Columbia JG 35720, Aufnahmen 1962–68)
- 1979: Blue Sphere Black Lion (G) BLM 51501)
- 1982: Live at the It Club (Columbia C2 38030, rec. 1964; Discogs sagt Juli 1982)
- 1982: Live at the Jazz Workshop (Columbia C2 38269, rec. 1964)
- 1983: Tokyo Concerts (Columbia, – C2 38510, rec 1963, andere Zusammenstellung als Monk in Tokyo)
- 1984: Blues Five Spot (Milestone M-9124, rec. 1958–1961)
- 1985: Thelonious Monk & Milt Jackson (Blue Note BNJ 61012, rec, 1948–52)
- 1985: Live! At the Village Gate (Xanadu 202)
- 1987: Live in Stockholm 1961 (Dragon DRLP 151, DRLP 152)
- 1988: Thelonious Monk Nonet Live in Paris 1967 (France’s Concert FCD113), auch The Nonet – Live! (Charly)
- 1989: Straight No Chaser (Original Motion Picture Soundtrack) (Columbia C 45358, C 45358)
- 1993: Live at the Five Spot: Discovery! (Blue Note)
- 1996: Monk in Copenhagen (Storyville STCD 8283)
- 2002: The Transformer (Thelonious Records)
- 2002: At Newport 1963 & 1965 (Columbia Legacy C2K 6390%)
- 2003: Monk in Paris: Live at the Olympia (Thelonious Records – TMF 9316)
- 2004: Monk ’Round the World (rec. 1961–63, Thelonious Records)
- 2005: Thelonious Monk Quartet with John Coltrane at Carnegie Hall (Blue Note)
- 2006: Thelonious Monk with Steve Lacy in Philadelphia 1960 (RLR Records – RLR 88623)
- 2007: Live at the 1964 Monterey Jazz Festival (Monterey Jazz Festival Records MJFR-30312)
- 2013: Paris 1969 (Blue Note B001882000, Laser Swing Productions B001882000, Lower 5th B001882000)
- 2017: Les Liaisons Dangereuses 1960 (SRS-1-LE, Saga)
- 2018: Mønk (Gearbox)
- 2020: Palo Alto (Live at Palo Alto High School/Ca 1968)

## Kompilationen und Boxsets (Auswahl)
- 1962: Greatest Hits (Riverside RLP 421)
- 1964: Die Thelonious Monk Story (Philips P 14701L, Serie: TWEN 25; Aufnahmen 1956–59)
- 1966: The Thelonious Monk Story (Riverside RLP 483/484)
- 1967: Monk Plays Monk (CBS YS-753-C Serie: Select Library of the Modern Jazz – Vol. 3)
- 1969: Monk’s Greatest Hits (Columbia CS 9775)
- 1974: Who’s Afraid of the Big Band Monk? (Columbia KG 32892)
- 1977: At the Five Spot (Milestone M-47043, rec 1958; Wiederveröffentlichung der Alben Thelonious in Action (Riverside 262) und Misterioso (Riverside 279))
- 1983: The Complete Blue Note Recordings of Thelonious Monk (Mosaic Records MR4-101, CDP 7243 5 30363 26 (CD, 1994), Aufnahmen 1947–52)
- 1986: The Complete Riverside recordings (Riverside VIJ-5102-23, Riv 15RCD-022-2)
- 1985: The Complete Black Lion and Vogue Recordings Of Thelonious Monk (Mosaic MR4-112)
- 1988: The Composer (Columbia CK 44297)
- 1988: The London Collection: Volume One (Black Lion BLP60101)
- 1988: The London Collection: Volume Two (Black Lion BLP 60116)
- 1989: Standards (Columbia 188.045/1-465681)
- 1989: The London Collection: Volume Three (Black Lion (G) BLCD 760142)
- 1991: The Best of Thelonious Monk (Blue Note CDP 7 95636 2, Aufnahmen 1947–52)
- 1992: San Francisco Holiday (Milestone MCD-9199-2, Aufnahmen 1958–61)
- 1994: The Complete Blue Note Recordings of Thelonious Monk (Blue Note)
- 1998: Monk Alone: The Complete Columbia Solo Studio Recordings 1962–1968 (Columbia, C2K 65495)
- 1999: Les Absolus (Columbia COL 496680 2, enthält die Columbia-Alben Monk, Underground und Straight, No Chaser)
- 2000: Ken Burns Jazz Collection: The Definitive Thelonious Monk (Columbia CK 61449)
- 2001: The Columbia Years ’62-’68 (3-CD-Set, COL 503046 2)
- 2009: Thelonious Monk Quartet – The Last Concerts (Lincoln Center 1975 · Village Vanguard 1972) (RLR Records RLR 88643)
- 2010: All Monk – The Riverside Albums (Riverside Records 060075320660; Boxset mit 16 CDs)
- 2014: ’Round Midnight: The Complete Blue Note Singles (1947–1952) (Blue Note – B0021693-02)
- 2015: The Complete Columbia Live Albums Collection (Sony Music – 88697995802, Columbia – 88697995802, Legacy – 88697995802)
- 2017: The Complete Prestige 10-inch LP Collection

## Kollaborative Projekte
- Timme Rosenkrantz: Timme’s Treasures (Storyville 101-8439, ed. 2015), mit Don Byas/Thelonious Monk Quintet („Variation on Rockin’ in Rhythm“, Monk (Solo): „These Foolish Things“, „’Round Midnight“, rec. 1944)
- 1955: Miles Davis and the Modern Jazz Giants (Prestige 7109/7150)
- 1972: Art Blakey, Dizzy Gillespie, Al McKibbon, Thelonious Monk, Sonny Stitt, Kai Winding: The Giants of Jazz (Atlantic)
- Giants of Jazz – In Berlin ’71 (EmArcy (J) 20PJ-10108, ed. 1988)
- Giants of Jazz (Concord GW 3004 EmArcy (J) 32JD-10090, ed. 19??, rec. Bern 1972)
- Art Blakey and The Giants of Jazz: Live at the 1972 Monterey Jazz Festival (Monterey Jazz Festival Records – 0888072308824, ed. 2008)
- Dizzy Gillespie and Thelonious Monk with The Giants of Jazz: Unissued in Europe 1971 (Live in Warsaw, Böblingen & Milan) (Domino Records 891240)

## Alben als Sideman
- Don Byas: Midnight at Minton’s (Onyx Records, rec. 1941, ed. 1973 – ORI 208)
- Joe Guy & Hot Lips Page: Trumpet Battle at Minton’s (rec. 1941, ed. 1975, Xanadu 107)
- Joe Guy, Tab Smith, Willie Smith, Jack Teagarden, Charlie Teagarden, Billie Holiday, Art Tatum: Harlem Odyssey (Original 1940-41 Recordings) (rec. 1941, Xanadu Records 112)
- Dizzy Gillespie Big Band: Showtime at the Spotlite, 52nd Street, New York City, June 1946 (rec. 1946, ed. 2008, Uptown UPCD 27.53/27.54)
- 1950: Charlie Parker/Dizzy Gillespie: Bird and Diz (Verve)
- Miles Davis: Bags’ Groove (Prestige, rec. 1954, ed. 1957)
- Miles Davis with The Modern Jazz Quartet & Lester Young: European Tour ’56 with The Modern Jazz Quartet & Lester Young (Definitive Records DRCD11294, ed. 2006, Monk 1955 mit Miles Davis, Zoot Sims, Percy Heath, Connie Kay, Newport, RI, July 17, 1955)
- Milt Jackson with John Lewis, Percy Heath, Kenny Clarke, Lou Donaldson and the Thelonious Monk Quintet (Blue Note BLP 1509)
- 1957: Sonny Rollins: Sonny Rollins Volume Two (Blue Note BLP 1558)
- Thelonious Monk with the Gigi Gryce Quartet / Herbie Nichols: Thelonious Monk and Herbie Nichols (Savoy, ed. 1965)
- Clark Terry with Thelonious Monk: In Orbit (Riverside Records RLP 12-271)